# Das Strafgesetzbuch
Das Strafgesetzbuch (Originaltitel: The Criminal Code) ist ein US-amerikanisches Filmdrama aus dem Jahr 1930. Regisseur Howard Hawks, im Abspann nicht genannt, verfilmte ein Drehbuch, das auf einem Bühnenstück von Martin Flavin basiert. Die Premiere war am 3. Januar 1931. In Deutschland erschien der Film in einer Fernsehfassung, die am 19. Mai 1973 in der ARD erstmals ausgestrahlt wurde.

## Handlung
Der 20-jährige Robert Graham, ein vor kurzem in die Großstadt gezogener Börsenangestellter, erschlägt in einen Nachtclub im betrunkenen Zustand einen pöbelnden Mann, von dem er glaubte, dass er bewaffnet war. Der Oberstaatsanwalt Mark Brady findet den Angeklangten sympathisch und meint, dass dieser mit einem guten Verteidiger und dem Verweis auf Notwehr wohl nicht hinter Gitter müsse. Doch es ist Bradys Job, Graham anzuklagen, und so wird dieser wegen Totschlags schließlich zu zehn Jahren Haft verurteilt.
Sechs Jahre später arbeitet Robert Graham in einer Gefängnis-Fabrik; durch den Stress, die harten Arbeitsbedingungen und den kürzlichen Tod seiner Mutter ist er aber psychisch labil geworden. Der Anstaltsarzt setzt sich dafür ein, dass man Robert eine andere Arbeit zuteilt und auch seine Umgebung verändert. Hier kreuzt sich erneut Roberts Weg mit Mark Brady, der nach einer verlorenen Gouverneurswahl mit dem Posten des Gefängnisdirektors abgespeist wurde – ein für ihn pikanter Posten, denn viele der Einsitzenden brachte er einst selbst hinter Gitter. Brady stellt Graham als seinen Chauffeur ein, nachdem er sich erinnert hat, dass er es selber war, der Graham hinter Gitter gebracht hat. Die neue Arbeit lässt Graham aufblühen. Seine Laune bessert sich, auch sein Erscheinungsbild wird immer besser. Zudem lernt er Bradys Tochter Mary kennen, die beiden verstehen sich sehr gut.
Zur gleichen Zeit plant einer von Grahams Zellengenossen mit zwei weiteren Insassen einen Ausbruch. Unter ihnen befindet sich aber der Spitzel Runch, der den Ausbruchsplan an die Wachen ausplaudert, womit er gegen einen ungeschriebenen Kodex unter den Gefangenen verstößt. Die Ausbrecher werden gestellt und niedergeschossen, Grahams Zellengenosse kommt dabei ums Leben. Der andere Zellengenosse, Ned Galloway, will den Tod seines Freundes rächen. Er plant, Runch zu töten und informiert Graham, damit der sich von dem Mann fernhält. Dennoch wird Graham unglücklicherweise Zeuge des Mordes.
Als man Robert Graham bei der Leiche von Runch findet, ist es Brady klar, dass Robert nicht der Mörder ist, Polizei und Staatsanwaltschaft ihn aber leicht dafür halten können. Brady ahnt zudem, dass Robert den Mörder kennt. Der Gefängnisleiter verspricht Robert eine schnelle Freilassung, wenn er den Namen des Mörders preisgibt. Robert befindet sich nun im Zwiespalt, da er ebenfalls den Kodex brechen würde, wenn er Galloway verrät. Er fühlt sich in erster Linie als Insasse und schweigt. Brady schickt Robert in Isolationshaft, damit er endlich spricht und er sich nicht seine Zukunft verbaut. Die von einer Kurzreise zurückkehrende Mary ist überrascht, dass Graham nicht wie gewohnt da ist. Als Mary herausfindet, wo er sich befindet, ist sie schockiert. Mary sagt ihrem Vater, dass sie Graham liebe, und dieser beschließt, ihn aus der Isolationshaft zu holen.
Unterdessen wird Robert in der Isolationshaft von dem herrischen Oberwärter Gleason mit brutalen Methoden gepeinigt. Robert bleibt aber standhaft, wofür ihn die anderen Gefangenen bewundern. Einer der Insassen schmuggelt ein Taschenmesser zu Robert, damit dieser sich an Gleason rächen kann. Galloway will eine solche Dummheit verhindern und Robert nicht für seinen Mord büßen lassen. Er beschimpft einen der Wärter und wird seinerseits in Isolationshaft genommen, wo er die Wärter überwältigt. Bei dem Kampf schneidet Galloway Gleason, der insgeheim für seine lange Haftstrafe verantwortlich ist, die Kehle durch. Galloway gesteht den Mord an Runch, ehe er selbst niedergeschossen wird. Robert wird freigelassen und schließt Mary in die Arme.

## Hintergrund
In dem Theaterstück, das dem Filmdrehbuch zu Grunde liegt, spielte Boris Karloff die gleiche Rolle. Insgesamt wurde das Stück zwischen Oktober 1929 und März 1930 173 Mal am Broadway aufgeführt.
Constance Cummings gab hier ihr Filmdebüt. Zur gleichen Zeit ließ Columbia Pictures eine spanische Version des Films drehen. Regie bei El código penal führten Philip Rosen und Julio Villareal, die Hauptrolle spielte Barry Norton.
Der Film zog zwei Remakes nach sich. 1938 drehte John Brahm Penitentiary mit Walter Connolly, 1950 dann drehte Henry Levin mit Glenn Ford und Broderick Crawford das Drama Verurteilt (Originaltitel: Convicted).

## Kritiken
Das Lexikon des internationalen Films befand: „Der von dem damals 34-jährigen Howard Hawks inszenierte Gefängnisfilm gehört mit seinem humanitären Engagement und der Kunst seiner Darstellung zu den bedeutendsten des Genres.“ Auch die Filmzeitschrift Cinema bezeichnete den Film als „engagiertes Kino“.
Variety sah den Film als „exzellente Interpretation“ des Theaterstücks, wobei Walter Huston seine beste Charakterdarstellung abliefere. Auch Channel 4 lobte Hustons „kraftvolle Leinwandpräsenz“ in einem von Hawks besten frühen Tonfilmen. Der TimeOut Filmguide hob besonders das „stramme, unsentimentale Drehbuch“ hervor. Der Film betreibe „keine oberflächliche Moralisierung, hat ein hohes Tempo, eine grimmige realistische Atmosphäre und vorzügliche Schauspielerleistungen“.
Jonathan Rosenbaum hielt The Criminal Code 1931 für einen der am meisten zu Unrecht vernachlässigten Filme von Hawks. Stilistisch würde Hawks an den visuellen Stil von späten Stummfilmen anknüpfen, zugleich zeige sich bereits sein Talent, realistische und sich überlappende Dialoge inszenieren zu können. The Criminal Code sei „einem Film über sozialen Protest so nahe wie kaum ein anderer Film von Hawks“, sei dabei differenziert in seinen Charakterzeichnungen und mache auf interessante Parallelen zwischen den Criminal Codes der Gesellschaft und der Gefangenen untereinander aufmerksam.

## Auszeichnungen
1931 war der Film in der Kategorie Bestes adaptiertes Drehbuch für den Oscar nominiert.